# ピエーヴェ・ヴェルゴンテ
ピエーヴェ・ヴェルゴンテ（伊: Pieve Vergonte）は、イタリア共和国ピエモンテ州ヴェルバーノ・クジオ・オッソラ県にある、人口約2,600人の基礎自治体（コムーネ）。

## 地理

### 位置・広がり
| 隣接するコムーネは以下の通り。 - アンツォーラ・ドッソラ、 - カラスカ＝カスティリオーネ - ピエディムレーラ - プレモゼッロ＝キオヴェンダ - ヴァルストローナ - ヴォゴーニャ |

## 行政

### 分離集落
ピエーヴェ・ヴェルゴンテには、以下の分離集落（フラツィオーネ）がある。
Fomarco, Loro, Megolo cima, Megolo mezzo, Megolo fondo, Rumianca